# Rhodeus
A Rhodeus  a csontos halak (Osteichthyes) főosztályának sugarasúszójú halak (Actinopterygii)  osztályába, a pontyalakúak (Cypriniformes) rendjébe, a pontyfélék (Cyprinidae) családjába, és az Acheilognathinae alcsaládjába tartozó nem.

## Rendszerezés
Az ide sorolható halak, általában rövid életű fajok, mivel maximum 5 évet élnek és méretüket tekintve a 11 centimétert nem meghaladó nagyságot érnek el.
A nemhez az alábbi fajok tartoznak:
- szivárványos ökle (Rhodeus sericeus) (Pallas, 1776) 
  - Rhodeus sericeus amarus (Bloch, 1782)
- Rhodeus amarus (Bloch, 1782)
- Rhodeus ocellatus (Kner, 1866)  
  - Rhodeus ocellatus ocellatus (Kner, 1866)
  - Rhodeus ocellatus kurumeus (Jordan & Thompson, 1914)
  - Rhodeus ocellatus smithi (Regan, 1908)
  - Rhodeus ocellatus vietnamensis (Mai, 1978)
- Rhodeus rheinardti (Tirant, 1883)
- Rhodeus sciosemus (Jordan & Thompson, 1914)
- Rhodeus syriacus (Lortet, 1883)
- Rhodeus sinensis (Günther, 1868)
- Rhodeus atremius (Jordan & Thompson, 1914)
- Rhodeus fangi (Miao, 1934)
- Rhodeus hondae (Jordan & Metz, 1913)
- Rhodeus amurensis (Vronsky, 1967)
- Rhodeus meridionalis (Karaman, 1924)
- Rhodeus lighti (Wu, 1931)
- Rhodeus spinalis (Oshima, 1926)
- Rhodeus chosenicus (Jordan & Metz, 1913)
- Rhodeus haradai (Arai, Suzuki & Shen, 1990)
- Rhodeus notatus (Nichols, 1929)
- Rhodeus smithii (Regan, 1908)
- Rhodeus suigensis (Mori, 1935)
- Rhodeus uyekii (Mori, 1935)
- Rhodeus laoensis (Kottelat, Doi & Musikasinthorn, 1998)
- Rhodeus pseudosericeus (Arai, Jeon & Ueda, 2001)
- Rhodeus colchicus (Bogutskaya & Komlev, 2001)